# Film in 2009
Dit artikel gaat over de film in het jaar 2009.

## Succesvolste films
De tien films uit 2009 die het meest opbrachten.
| Rang | Titel                               | Distributeur                    | Opbrengst wereldwijd |
| ---- | ----------------------------------- | ------------------------------- | -------------------- |
| 1    | Avatar                              | 20th Century Fox                | $ 2.919.309.748      |
| 2    | Harry Potter en de Halfbloed Prins  | Warner Bros.                    | $ 934.416.487        |
| 3    | Ice Age: Dawn of the Dinosaurs      | 20th Century Fox                | $ 886.986.817        |
| 4    | Transformers: Revenge of the Fallen | Paramount Pictures / DreamWorks | $ 836.303.693        |
| 5    | 2012                                | Columbia Pictures               | $ 769.679.473        |
| 6    | Up                                  | Walt Disney Pictures            | $ 731.342.744        |
| 7    | The Twilight Saga: New Moon         | Lionsgate                       | $ 709.827.462        |
| 8    | Sherlock Holmes                     | Warner Bros.                    | $ 524.028.679        |
| 9    | Angels & Demons                     | Sony Pictures                   | $ 485.930.816        |
| 10   | The Hangover                        | Warner Bros.                    | $ 467.483.912        |

## Lijst van films
0-10
- 12 Rounds
- 17 Again
- 2012
- (500) Days of Summer

A
- Los abrazos rotos
- Aliens in the Attic
- All About Steve
- Alvin and the Chipmunks: The Squeakquel
- Amelia
- Angels & Demons
- Antichrist
- Astro Boy
- Avatar
- Away We Go

B
- Bad Lieutenant: Port of Call - New Orleans
- Bandslam
- Behind Enemy Lines: Colombia
- Beyond a Reasonable Doubt
- Big Fan
- Black Lightning
- The Blind Side
- The Box
- Bride Wars
- Bright Star
- Brüno

C
- Capitalism: A Love Story
- Carriers
- Celda 211
- Cherry Blossoms
- A Christmas Carol
- Cirque du Freak: The Vampire's Assistant
- Cloudy with a Chance of Meatballs
- Coco avant Chanel
- Cold Souls
- The Collector
- Confessions of a Shopaholic
- Coraline en de geheime deur
- Couples Retreat
- The Cove
- Crank: High Voltage
- Crazy Heart
- The Cross
- Crossing Over
- Crude
- Curious George 2: Follow That Monkey!

D
- The Damned United
- Dance Flick
- Did You Hear About the Morgans?
- District 9
- Død snø
- Dogtooth
- Drag Me to Hell
- Dragonball Evolution
- Duplicity

E
- Echelon Conspiracy
- An Education
- Enter the Void
- Every Little Step
- Everybody's Fine
- Extract

F
- Fame
- Fanboys
- Fantastic Mr. Fox
- Fast & Furious
- Fighting
- The Final Destination
- Fired Up
- Fish Tank
- Five Minutes of Heaven
- The Fourth Kind
- Friday the 13th
- Funny People

G
- G-Force
- G.I. Joe: The Rise of Cobra
- Gamer
- Gentlemen Broncos
- Get Low
- Ghosts of Girlfriends Past
- The Girlfriend Experience
- The Goods: Live Hard, Sell Hard
- Grace

H
- Halloween II
- The Hangover
- Hannah Montana: The Movie
- Harry Brown
- Harry Potter and the Half-Blood Prince
- The Haunting in Connecticut
- He's Just Not That Into You
- Homecoming
- Horsemen
- Hotel for Dogs
- Hunger

I
- I Hate Valentine's Day
- I Love You, Man
- Ice Age: Dawn of the Dinosaurs
- The Imaginarium of Doctor Parnassus
- The Informant!
- Inglourious Basterds
- The International
- The Invention of Lying
- Invictus
- It's Complicated

J
- Janky Promoters
- Jennifer's Body
- The Joneses
- Julie & Julia

K
- The Killing Room
- Knowing

L
- Land of the Lost
- The Last House on the Left
- The Last Station
- Law Abiding Citizen
- Little Ashes
- Lost Persons Area
- Love Happens
- The Lovely Bones

M
- The Maid
- Management
- The Marine 2
- The Men Who Stare at Goats
- The Messenger
- Michael Jackson's This Is It
- Miss March
- Monsters vs. Aliens
- Moon
- The Most Dangerous Man in America
- Motherhood
- My Life in Ruins
- My One and Only
- Mystery Team

N
- New in Town
- Next Day Air
- Night at the Museum: Battle of the Smithsonian
- Night Train
- Nine
- Ninja Assassin
- No Impact Man
- Not Easily Broken
- Not Forgotten
- Notorious
- Nowhere Boy

O
- Observe and Report
- Obsessed
- Old Dogs
- Orphan

P
- Pandorum
- Paul Blart: Mall Cop
- A Perfect Getaway
- The Pink Panther Deux
- Planet 51
- Post Grad
- Precious
- The Princess and the Frog
- Un prophète
- The Proposal
- Public Enemies
- Push

R
- Race to Witch Mountain
- Redline
- The Road

S
- Saw VI
- El secreto de sus ojos
- A Serious Man
- Sherlock Holmes
- Sin nombre
- A Single Man
- The Soloist
- Sorority Row
- Splice
- Spread
- Star Trek
- State of Play
- Street Fighter: The Legend of Chun-Li
- Surrogates

T
- The Taking of Pelham 123
- Taking Woodstock
- Terminator Salvation
- La teta asustada
- That Evening Sun
- Thirst
- Tormented
- Transformers: Revenge of the Fallen
- Transylmania
- The Twilight Saga: New Moon

U
- The Ugly Truth
- The Unborn
- Underworld: Rise of the Lycans
- The Uninvited
- Unthinkable
- Up
- Up in the Air

V
- Van Wilder: Freshman Year
- Videocracy
- Vincere

W
- Watchmen
- Das weiße Band
- What Goes Up
- Whatever Works
- Where the Wild Things Are
- Whip It!
- White on Rice
- World's Greatest Dad
- Wrong Turn at Tahoe

X
- X Games: The Movie
- X-Men Origins: Wolverine

Y
- Year One
- The Young Victoria

Z
- Zombieland

## Nederlandse films
- Alles stroomt
- Anubis en de wraak van Arghus
- Atlantis
- The Blue Horse
- Bollywood Hero
- Carmen van het Noorden
- Coach
- Happy End
- De Hel van '63
- The Human Centipede (First Sequence)
- De indiaan
- Julia's hart
- Kan door huid heen
- Kikkerdril
- Komt een vrouw bij de dokter
- De laatste dagen van Emma Blank
- Lenteveld
- Het leven uit een dag
- Limo
- Links
- Lover of loser
- Mijn vader is een detective: Het geheimzinnige forteiland
- Oogverblindend
- De Punt
- Sinterklaas en de Verdwenen Pakjesboot
- SpangaS op Survival
- Spion van Oranje
- Stella's oorlog
- De Storm
- Taartman
- Terug naar de kust
- Witte vis

## Belgische films
- Altiplano
- Anubis en de wraak van Arghus
- Les Barons
- Dirty Mind
- Dossier K.
- Het geheim van Mega Mindy
- De helaasheid der dingen
- Katanga Business
- Meisjes
- Mr. Nobody
- My Donna
- My Queen Karo
- Paniek in het dorp
- Plop en de kabouterbaby
- SM-rechter
- Sœur Sourire
- De Texas Rakkers

## Gouden Kalveren
- Beste lange speelfilm: Reinier Selen en Edwin van Meurs (Rinkel Film en TV) voor Nothing Personal
- Beste korte film: Marinus Groothof voor Sunset from a Rooftop
- Beste acteur: Martijn Lakemeier voor Oorlogswinter
- Beste actrice: Rifka Lodeizen voor Kan door huid heen
- Beste scenario: Alex van Warmerdam voor De laatste dagen van Emma Blank
- Beste regie: Urszula Antoniak voor Nothing Personal

## Overleden
| Datum        | Naam                 | Leeftijd | Beroep                       |
| ------------ | -------------------- | -------- | ---------------------------- |
| 3 januari    | Pat Hingle           | 84       | Amerikaans acteur            |
| 7 januari    | Ray Dennis Steckler  | 69       | Amerikaans filmregisseur     |
| 8 januari    | IJda Andrea          | 85       | Nederlands actrice           |
| 13 januari   | Patrick McGoohan     | 80       | Amerikaans acteur            |
| 17 januari   | Susanna Foster       | 84       | Amerikaans actrice           |
| 18 januari   | Kathleen Byron       | 86       | Engelse actrice              |
| 24 januari   | Marie Glory          | 103      | Frans actrice                |
| 2 februari   | Jean Martin          | 86       | Frans acteur                 |
| 3 februari   | Roland Lesaffre      | 81       | Frans acteur                 |
| 6 februari   | Philip Carey         | 83       | Amerikaans acteur            |
| 7 februari   | Reg Evans            | 80       | Australisch acteur           |
| 10 februari  | Jeremy Lusk          | 24       | Amerikaans stuntman          |
| 20 februari  | Robert Quarry        | 83       | Amerikaans acteur            |
| 22 februari  | Howard Zieff         | 81       | Amerikaans filmregisseur     |
| 23 februari  | Will van Selst       | 72       | Nederlands acteur            |
| 26 februari  | Wendy Richard        | 65       | Engels acteur                |
| 3 maart      | Sydney Earle Chaplin | 82       | Amerikaans acteur            |
| 11 maart     | Jenny Tanghe         | 82       | Belgisch acteur              |
| 15 maart     | Ron Silver           | 62       | Amerikaans acteur            |
| 18 maart     | Natasha Richardson   | 45       | Brits-Amerikaans actrice     |
| 24 maart     | Nand Buyl            | 86       | Belgisch acteur              |
| 2 april      | Lou Perryman         | 67       | Amerikaans acteur            |
| 5 april      | Wouter Barendrecht   | 43       | Nederlands filmproducent     |
| 22 april     | Ken Annakin          | 94       | Engels filmregisseur         |
| 1 mei        | Fred Delmare         | 87       | Duits acteur                 |
| 7 mei        | Linda Dangcil        | 66       | Amerikaans actrice           |
| 20 mei       | Lucy Gordon          | 28       | Engelse actrice              |
| 24 mei       | Ella Snoep           | 82       | Nederlands actrice           |
| 9 juni       | Michael Roof         | 32       | Amerikaans acteur            |
| 9 juni       | Karl-Michael Vogler  | 80       | Duits acteur                 |
| 12 juni      | Inge Beekman         | 84       | Nederlands actrice           |
| 20 juni      | Wim Kouwenhoven      | 85       | Nederlands acteur            |
| 18 juli      | Yasmine Belmadi      | 33       | Frans acteur                 |
| 20 augustus  | Pieter Lutz          | 82       | Nederlands acteur            |
| 11 september | Larry Gelbart        | 81       | Amerikaans scenarioschrijver |
| 22 september | Ann Hasekamp         | 82       | Nederlands actrice           |
| 28 september | Daniel Martin        | 74       | Amerikaans acteur            |
| 10 oktober   | Veronika Neugebauer  | 39       | Duits actrice                |
| 15 oktober   | Sacha Bulthuis       | 61       | Nederlands actrice           |
| 30 oktober   | Manu Verreth         | 69       | Belgisch acteur              |
| 15 november  | Jocelyn Quivrin      | 30       | Frans acteur                 |
| 17 december  | Alaina Reed Hall     | 63       | Amerikaans actrice           |
| 17 december  | Dan O'Bannon         | 63       | Amerikaans scenarioschrijver |
| 20 december  | Brittany Murphy      | 32       | Amerikaans actrice           |

Links (25 jan 2008) · Atlantis (19 sept 2008) · Bollywood Hero (26 jan) · Kan door huid heen (29 jan) · Oogverblindend (jan) · Carmen van het Noorden (1 febr) · Spion van Oranje (5 febr) · Kikkerdril (11 febr) · Stella's oorlog (19 febr) · Limo (1 apr) · Mijn vader is een detective: Het geheimzinnige forteiland (8 apr) · Coach (12 apr) · Taartman (12 apr) · Witte vis (26 apr) · De Punt (3 mei) · De laatste dagen van Emma Blank (7 mei) · Julia's hart (10 mei) · De indiaan (9 aug) · Nothing Personal (14 aug) · Het leven uit een dag (3 sept) · De Storm (11 sept) · Lover of loser (23 sept) · SpangaS op survival (30 sept) · Happy End (1 okt) · Alles stroomt (8 okt) · Sinterklaas en de Verdwenen Pakjesboot (8 okt) · Terug naar de kust (29 okt) · Komt een vrouw bij de dokter (26 nov) · De Hel van '63 (13 dec)
1870-1879 · 1880-1889 · 1890 · 1891 · 1892 · 1893 · 1894 · 1895 · 1896 · 1897 · 1898 · 1899 · 1900 · 1901 · 1902 · 1903 · 1904 · 1905 · 1906 · 1907 · 1908 · 1909 · 1910 · 1911 · 1912 · 1913 · 1914 · 1915 · 1916 · 1917 · 1918 · 1919 · 1920 · 1921 · 1922 · 1923 · 1924 · 1925 · 1926 · 1927 · 1928 · 1929 · 1930 · 1931 · 1932 · 1933 · 1934 · 1935 · 1936 · 1937 · 1938 · 1939 · 1940 · 1941 · 1942 · 1943 · 1944 · 1945 · 1946 · 1947 · 1948 · 1949 · 1950 · 1951 · 1952 · 1953 · 1954 · 1955 · 1956 · 1957 · 1958 · 1959 · 1960 · 1961 · 1962 · 1963 · 1964 · 1965 · 1966 · 1967 · 1968 · 1969 · 1970 · 1971 · 1972 · 1973 · 1974 · 1975 · 1976 · 1977 · 1978 · 1979 · 1980 · 1981 · 1982 · 1983 · 1984 · 1985 · 1986 · 1987 · 1988 · 1989 · 1990 · 1991 · 1992 · 1993 · 1994 · 1995 · 1996 · 1997 · 1998 · 1999 · 2000 · 2001 · 2002 · 2003 · 2004 · 2005 · 2006 · 2007 · 2008 · 2009 · 2010 · 2011 · 2012 · 2013 · 2014 · 2015 · 2016 · 2017 · 2018 · 2019 · 2020 · 2021 · 2022 · 2023 · 2024 · 2025